# Mose ben Josua von Narbonne
Mose ben Josua von Narbonne (* 1300 in Perpignan; † 1362, auch Moses Narboni) war ein jüdischer Gelehrter des 14. Jahrhunderts.
Er wirkte in Perpignan und in Spanien als Arzt, Philosoph und Exeget, konnte Arabisch und war ein bedeutender Kulturmittler.
Er vertrat die Linie des Mose ben Maimon und schrieb einen Kommentar zu dessen Hauptwerk, Führer der Unschlüssigen. Zudem war er stark von Averroes geprägt, zu dem er ebenfalls einen Kommentar verfasste, und griff kabbalistische Gedanken auf, wobei er beides in Einklang zu bringen suchte. Daneben verfasste er Kommentare zu al-Ghazālī und Ibn Tufail. Der Kommentar zu letzterem „erfreute sich unter den gebildeten Juden der damaligen Zeit einer großen Beliebtheit, wie aus der beeindruckenden Zahl von erhaltenen Manuskripten dieses Werks geschlossen werden kann.“
Yohanan Alemanno verfasste später einen Superkommentar zu Narbonis Kommentarwerk, vermutlich im Auftrage Picos.